# Erigonops littoralis
Genre
Synonymes
- Erigonopsis Hewitt, 1915 nec Townsend, 1912

Espèce
Synonymes
- Erigonopsis littoralis Hewitt, 1915

Erigonops littoralis, unique représentant du genre Erigonops, est une espèce d'araignées aranéomorphes de la famille des Linyphiidae.

## Distribution
Cette espèce est endémique du Cap-Occidental en Afrique du Sud,.

## Description
Le mâle holotype mesure 1,75 mm et la femelle paratype 2,25 mm.

## Publications originales
- Hewitt, 1915 : New South African Arachnida. Annals of the Natal Museum, vol. 3, p. 289-327 (texte intégral).
- Scharff, 1990 : A catalogue of African Linyphiidae (Araneae). Steenstrupia, vol. 16, p. 117-152.